# One Piece Z
One Piece Z ist der elfte Zeichentrick-Kinofilm zur Anime-Serie One Piece, die wiederum auf der gleichnamigen Manga-Serie des Mangaka Eiichirō Oda basiert.

## Handlung
Der Film handelt in der neuen Welt der fiktiven One-Piece-Welt. Die Strohhutbande trifft den ehemaligen Admiral der Marine Zephyr – jetzt als Z bekannt. Mit eigenen Marine-Einheiten und gestohlenen Dyna-Steinen hat er vor, die neue Welt zu zerstören. So könnte er das Piratenzeitalter beenden. Die Strohhutbande wird in ein hartes Gefecht mit ihm und seinen Männern verwickelt. Ferner wird auch das Marinehauptquartier aktiv.

## Veröffentlichungen
Der Film wurde in Japan von Tōei Animation produziert und wurde dort ab dem 15. Dezember 2012 im Kino gezeigt. In Deutschland wurde er am 29. November 2013 veröffentlicht.
Er spielte in den ersten zehn Tagen etwa 3,1 Milliarden Yen (etwa 22,6 Millionen Euro) ein. Dabei wurden etwa 2,6 Millionen Kinotickets verkauft.

## Synchronisation
Für die deutsche Synchronisation war die Firma Rescue Film GmbH aus München zuständig. Das Dialogbuch wurde von Inez Günther geschrieben, welche ebenfalls die Synchronregie übernommen hatte. Für die deutsche Fassung wurden die Synchronsprecher der Animeserie engagiert, ihre Figuren im Film zu sprechen.
| Rolle                | Japanischer Sprecher (Seiyū) | Deutscher Sprecher       |
| -------------------- | ---------------------------- | ------------------------ |
| Monkey D. Ruffy      | Mayumi Tanaka                | Daniel Schlauch          |
| Lorenor Zoro         | Kazuya Nakai                 | Philipp Brammer          |
| Nami                 | Akemi Okamura                | Stephanie Kellner        |
| Lysop                | Kappei Yamaguchi             | Dirk Meyer               |
| Sanji                | Hiroaki Hirata               | Hubertus von Lerchenfeld |
| Tony Chopper         | Ikue Ohtani                  | Martin Halm              |
| Nico Robin           | Yuriko Yamaguchi             | Simone Brahmann          |
| Cutty „Franky“ Framm | Kazuki Yao                   | Frank Engelhardt         |
| Brook                | Yūichi Nagashima             | Benedikt Gutjan          |
| Zephyr „Z“           | Hōchū Ōtsuka                 | Thomas Wenke             |
| Ain                  | Ryoko Shinohara              | Jacqueline Belle         |
| Bins                 | Teruyuki Kagawa              | Crock Krumbiegel         |
| Admiral Kizaru       | Unshō Ishizuka               | Mike Carl                |
| Großadmiral Akainu   | Fumihiko Tachiki             | Gerhard Acktun           |
| Aokiji               | Takehito Koyasu              | Ole Pfennig              |
| Monkey D. Garp       | Hiroshi Naka                 | Dieter Memel             |
| Sengoku              | Takkou Ishimori              | Matthias Kupfer          |
| Mobstone             | Masashi Hirose               | Ulf J. Söhmisch          |
| Corby                | Mika Doi                     |                          |
| Helmeppo             | Kōichi Nagano                | Gerd Meyer               |
| Tsuru                | Minori Matsushima            | Marion Hartmann          |
| Gali                 | Kumiko Watanabe              | Claudia Schmidt          |
| Purin                | Yui Kano                     | Claudia Schmidt          |

## Trivia
Dies war der letzte One-Piece-Film mit Philipp Brammer als deutsche Stimme von Lorenor Zorro.

## Adaptionen
Der Schriftsteller Tatsuya Hamazaki veröffentlichte eine Light Novel zu dem Film (ISBN 978-4-08-703285-7). Außerdem wurde der Film zu einem Anime-Comic verarbeitet, der im Mai 2016 auch auf Deutsch bei Carlsen Manga erschien (ISBN 978-3-551-77903-8).